# Рат светова (филм из 1953)
Рат светова (енгл. The War of the Worlds) је амерички научнофантастични филм са елементима хорор филма из 1953. године, снимљен по истоименом роману Х. Џ. Велса, у режији Бајрона Хескина, а по сценарију Бере Линдона. Главне улоге играју: Џин Бери, Ен Робинсон и Лес Тремејн.

## Радња
Велсов роман је у овој верзији смештен у Калифорнију 1950-их. На почетку приче, спикер говори о непријатељским плановима Марсоваца да заузму Земљу у вези са исцрпљивањем ресурса њихове матичне планете. Након почетних црно-белих оквира, слика постаје у боји.
Становници калифорнијског града Линда Роса посматрају како велики метеорит пада на земљу. Градске власти одлучују да скрену пажњу групи научника који су били на одмору у близини догађаја. Запосленик Пацифичког института за науку и технологију Клејтон Форестер (астроном и нуклеарни физичар) пристаје да помогне и одлази на место несреће. Овде упознаје локалну библиотекарку Силвију Ван Бурен. Приближавајући се, открива да је пало тело наводно шупље изнутра и ствара повећану радиоактивну позадину. Мештани се разилазе чекајући да се објекат охлади. У међувремену, тело, за које се испоставило да је свемирски брод, отвара се изнутра, а Марсовци убијају људе који су у близини. У граду се губи струја и скоро сви метални апарати престају да раде због чињенице да су јако магнетизовани.
Марсовци започињу напад на Земљу и њене становнике. Они путују на летећим тањирима и нападају земљане разорним топлотним зрацима. Америчка војска долази у помоћ. Силвијин ујак пастор Метју Колинс покушао је да уразуми ванземаљце молитвом, али је одмах уништен. Војска отвара ватру на непријатеља свим врстама оружја, али њихова дејства су бескорисна. Непријатељски бродови су покривени пољем силе. Становници Линда Розе у паници беже из града. Клејтон и Силвија беже у малом авиону, али након што је један од тањира испаљен, принуђени су да слете негде у пустињу. Бежећи од Марсоваца који су преплавили комшилук, они се склањају у напуштену кућу. Соба почиње да истражује брод Марсоваца уз помоћ увлачивих пипака са неком врстом видео камере на крају. Клејтон се бори са Марсовцем који је ушао у кућу и одсече механички пипак. Пар Земљана успева да побегне испоруком узорка крви ванземаљаца и њихове технологије властима.
Након што су Марсовци у Вашингтону заузели стратешке земаљске одбрамбене тачке, одлучују на крајњу меру и нанети нуклеарни удар на непријатеља. У околини Лос Анђелеса, на месту првог слетања Марсоваца, бачени су са стратешког бомбардера Нортроп ИБ-49 са најмоћнијом атомском бомбом у земаљском арсеналу. Све је бескорисно - никаква штета није нанета непријатељу. Највећи градови на Земљи леже у рушевинама. Почиње бекство становника из Лос Анђелеса. Избезумљени мештани избацују Форестера из последњег камиона, а он је приморан да остане у граду који су мештани напустили. У малој цркви, Форестер проналази Силвију. Почиње офанзива летећих тањира и сви преживели очекују скору смрт, али изненада Марсовци стају и њихови бродови се смрзавају. Сви ванземаљци су мртви - умрли су од дејства копнених микроорганизама, пошто нису имали имунитет. Последња примедба најављивача иза сцене односи се на спасење на чудесну божанску промисао која је спасла људски род од потпуног истребљења.